# Sensacional (historieta)
Los Sensacionales son un tipo de historietas para adultos que proliferó en México durante los años 80 y 90 del siglo pasado. Abundan en los contenidos sexuales y de acción, imprimiéndose en un formato pequeño (generalmente de 13 x 15 cm), con 100 páginas a color, lomo y atractivas portadas.
Muchos artistas reconocidos (tal es el caso de Ángel Mora, dibujante de Chanoc) se vieron obligados a trabajar para este mercado por necesidad, aunque habitualmente firmaban las páginas con seudónimo por vergüenza.

## Trayectoria editorial
Editorial Proyección, del grupo EJEA lanzó Sensacional de Policía (1978) y Sensacional de Terror (1979), siendo pronto secundada por otras compañías.
El más exitoso de todos sería Sensacional de Maistros chalanes y demás chambitas, antes de que el mercado empezara a sucumbir a la pornografía más explícita.

## Colecciones
| Título                                             | Editorial       | Años |
| -------------------------------------------------- | --------------- | ---- |
| Sensacional de Traileros                           | Ejea            |      |
| ¡Así Soy...! ¿Y qué?                               | Ejea            |      |
| Sensacional de Maistros chalanes y demás chambitas | Ejea            |      |
| Sensacional de mercados                            | Ejea            |      |
| Delmonicos Erotikas                                | Editorial Mango |      |